# George Sackville, 1. vikomt Sackville
George Sackville–Germain, 1. vikomt Sackville (do roku 1778 známý jako lord George Sackville) (George Sackville–Germain, 1st Viscount Sackville of Drayton, 1st Baron Bolebrooke) (26. ledna 1716 – 26. srpna 1785), byl britský vojevůdce a státník. Jako příslušník vysoké šlechty od mládí působil v Irsku, v armádě dosáhl hodnosti generála, jako vojevůdce selhal za sedmileté války, poté byl degradován a postaven před válečný soud. Později se vrátil do politiky a jako ministr kolonií (1775–1782) nesl částečnou zodpovědnost za neúspěšné vedení války proti USA a ztrátu kolonií v severní Americe. Po odchodu z vlády byl povýšen na vikomta a stal se členem Sněmovny lordů. Jeho potomstvo později zdědilo hlavní rodový titul vévodů z Dorsetu.

## Vojenská kariéra
Pocházel ze starobylého šlechtického rodu Sackville, byl třetím a nejmladším synem irského místokrále 1. vévody z Dorsetu, středoškolské vzdělání absolvoval ve Westminster, poté studoval v Dublinu, kde jeho otec tehdy zastával funkci irského místokrále. Od mládí zastával čestné hodnosti v Irsku a od roku 1733 byl i poslancem irského parlamentu (poslancem byl zvolen v sedmnácti letech). Souběžně začal sloužit v armádě a již v roce 1737 byl kapitánem, v letech 1741–1782 byl také členem Dolní sněmovny (v letech 1741–1761 byl poslancem za přístav Dover). Za války o rakouské dědictví padl do francouzského zajetí v bitvě u Fontenoy (1745), ale kvůli zranění byl propuštěn, krátce nato v době jakobitského povstání dosáhl hodnosti plukovníka. V letech 1750–1755 byl státním sekretářem pro Irsko a od roku 1751 též členem irské Tajné rady. V britské vládě zastával v letech 1757–1759 post náměstka generálního polního zbrojmistra.
V roce 1755 byl v armádě generálmajorem a na počátku sedmileté války dosáhl hodnosti generálporučíka (1758). Po smrti 3. vévody z Marlborough se v říjnu 1758 stal vrchním velitelem britské armády v Německu. V bitvě u Minden 1. srpna 1759 velel spojeným prusko–britským vojskům proti Francouzům. Pruský vrchní velitel Ferdinand Brunšvický několikrát požadoval nasazení britské jízdy, což ale Sackville odmítl kvůli sporům s markýzem z Granby.

## Politická kariéra
V roce 1759 byl z armády propuštěn a byl postaven před válečný soud za neuposlechnutí rozkazu, bylo mu zrušeno i členství v irské a anglické Tajné radě, zůstal ale členem Dolní sněmovny. Po nástupu Jiřího III. a úspěšném zakončení sedmileté války byl znovu jmenován členem Tajné rady (1765), téhož roku také po otci zdědil panství Stoneland Lodge v hrabství Sussex. Z pozice poslance později vystupoval jako stoupenec tvrdého zákroku proti koloniím v severní Americe a jako člen strany toryů se znovu dostal k vysokým postům, byl prezidentem úřadu pro obchod (1775–1779) a státním sekretářem kolonií (1775–1782). Jako ministr kolonií nesl částečnou zodpovědnost za ztrátu kolonií ve válce s USA. Mezitím v roce 1778 zdědil statky rodu Germain a začal užívat jméno Sackville–Germain (do té doby byl známý jako lord George Sackville). Součástí dědictví byl zámek Drayton House v hrabství Northampton, jehož název se později promítl při udělení peerského titulu. Z vlády byl propuštěn ještě před pádem Northovy vlády, v roce 1782 byl povýšen na vikomta Sackville z Draytonu s členstvím ve Sněmovně lordů a v témže roce ze zdravotních důvodů odešel do ústraní.
Manželství uzavřel v roce 1754 s Dianou Sambrooke (1731–1778). Měli spolu pět dětí, nejstarší syn Charles (1767–1843) se později stal dědicem titulu vévody z Dorsetu. Dcera Diana (1756–1814) byla manželkou irského šlechtice 2. hraběte z Glandore, mladší dcera Elizabeth (1760–1800) se provdala do rodu Herbertů.